# رزماری اشه
رزماری اشه (زاده ۲۸ مارس ۱۹۵۳) بازیگر انگلیسی و خواننده اپرا است. رزماری قبل از تحصیل در آکادمی سلطنتی موسیقی و مرکز اپرای لندن از مدرسه Grammar Lowestoft فارغ التحصیل شد.
رزماری اشه در کنسرواتوار سلطنتی اسکاتلند، آکادمی سلطنتی موسیقی، مدرسه بازیگری گیلدفورد، مدارس آموزشی هنر، آکادمی تئاتر موزیکال و مدرسه تئاتر موزیکال لندن تدریس کرده است.